# Linda Cardellini

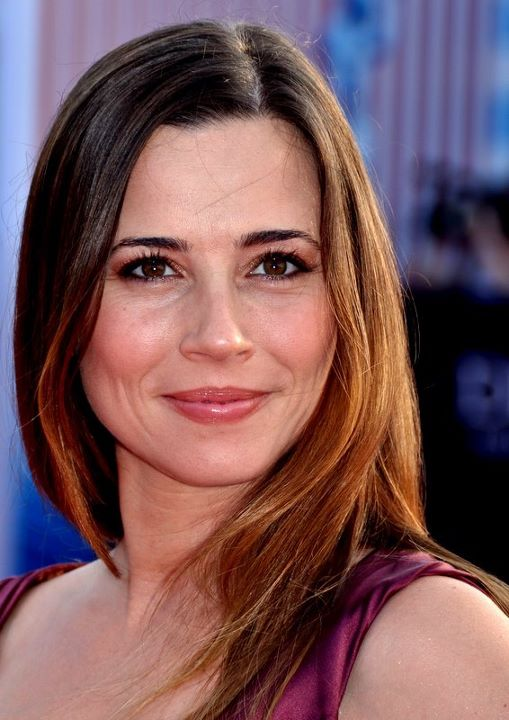
Linda Cardellini (2011)

Linda Cardellini (ur. 25 czerwca 1975 w Redwood City) – amerykańska aktorka filmowa i telewizyjna.

## Życiorys
Cardellini zagrała m.in. w komedii romantycznej Legalna blondynka (2001), filmach przygodowych Scooby-Doo (2002) i Scooby-Doo 2: Potwory na gigancie (2004). W latach 2003 – 2009 występowała w serialu Ostry dyżur, gdzie wcieliła się w postać pielęgniarki Samanthy Taggart. Grała również w filmach Tajemnica Brokeback Mountain i Avengers: Czas Ultrona.

## Filmografia

### Filmy kinowe
| Rok  | Tytuł                             | Rola               | Uwagi                |
| ---- | --------------------------------- | ------------------ | -------------------- |
| 1997 | Operacja 'Hamburger               | Heather            |                      |
| 1998 | Trup w akademiku                  | Kelly              |                      |
| 1998 | Strangeland                       | Genevieve Gage     |                      |
| 1999 | Książę i surfingowiec             | Melissa            |                      |
| 2001 | Legalna blondynka                 | Chutney Wyndham    |                      |
| 2001 | Milczenie                         | Shelly Hunter      |                      |
| 2002 | Scooby-Doo                        | Velma Dinkley      |                      |
| 2002 | Certainly Not a Fairytale         | Adelle/Pisarka     | film krótkometrażowy |
| 2004 | Scooby-Doo 2: Potwory na gigancie | Velma Dinkley      |                      |
| 2004 | Jiminy Glick w Lalawood           | Natalie Coolidge   |                      |
| 2004 | LolliLove                         | Linda              |                      |
| 2005 | Tajemnica Brokeback Mountain      | Cassie Cartwright  |                      |
| 2005 | Broń dla każdego                  | Mary Ann Wilk      |                      |
| 2006 | Babcisynek                        | Samantha           |                      |
| 2008 | Nowe życie                        | Julie Ingram       |                      |
| 2010 | Gleeclipse                        | trenerka           | film krótkometrażowy |
| 2011 | Zabić Irlandczyka                 | Joan Madigan       |                      |
| 2011 | Super                             | pracownica sklepu  |                      |
| 2011 | Powrót rekruta                    | Kelli              |                      |
| 2014 | Witajcie u mnie                   | Gina               |                      |
| 2015 | Avengers: Czas Ultrona            | Laura Barton       |                      |
| 2015 | Tata kontra tata                  | Sara Whitaker      |                      |
| 2016 | McImperium                        | Joan Smith         |                      |
| 2017 | Co wiecie o swoich dziadkach?     | Sara               |                      |
| 2017 | Austin Found                      | Leanne Wilson      |                      |
| 2018 | Green Book                        | Dolores Vallelonga |                      |
| 2019 | Topielisko. Klątwa La Llorony     | Anna Tate-Garcia   |                      |
| 2019 | Avengers: Koniec gry              | Laura Barton       |                      |
| 2020 | Capone                            | Mae                |                      |

### Telewizja
| Rok       | Tytuł                           | Rola                                | Notes                     |
| --------- | ------------------------------- | ----------------------------------- | ------------------------- |
| 1996      | Bone Chillers                   | Sarah                               | 13 odcinków               |
| 1997      | Trzecia planeta od Słońca       | Lorna                               | odcinek: „Dickmalion”     |
| 1998–1999 | Guys Like Us                    | Jude                                | 6 odcinków                |
| 1998–1999 | Boy Meets World                 | Lauren                              | 4 odcinki                 |
| 1999      | Dying to Live                   | Leslie Dugger                       | film telewizyjny          |
| 1999      | The Lot                         | June Parker                         | 4 odcinki                 |
| 1999–2000 | Luzaki i kujony                 | Lindsay Weir                        | 18 odcinków               |
| 2003      | Strefa mroku                    | Ali Warner                          | odcinek: „The Path”       |
| 2003–2009 | Ostry dyżur                     | Samantha Taggart                    | 128 odcinków              |
| od 2005   | Robot Chicken                   | Velma Dinkley (głos)                | 6 odc.                    |
| 2007      | Human Giant                     | Melody Richards                     | odcinek: „Mind Explosion” |
| 2008      | Czas Komanczów                  | Clara Forsythe                      | 3 odcinki                 |
| 2009      | The Goode Family                | Bliss Goode (głos)                  | 13 odcinków               |
| 2011      | Impersonalni                    | dr Megan Tillman                    | odcinek: „Cura Te Ipsum”  |
| 2011–2013 | Scooby Doo i Brygada Detektywów | Marcy 'Hot Dog Water' Fleach (głos) | 8 odcinków                |
| 2012–2015 | Zwyczajny serial                | C.J. (głos)                         | 24 odcinków               |
| 2012–2016 | Wodogrzmoty Małe                | Wendy Corduroy (głos)               | 31 odcinków               |
| 2013      | Out There                       | Sharla Lemoyne (głos)               | 5 odcinków                |
| 2013–2015 | Mad Men                         | Sylvia Rosen                        | 9 odcinków                |
| 2013–2016 | Sanjay i Craig                  | Megan Sparkles (głos)               | 38 odcinków               |
| 2014      | Jess i chłopaki                 | Abby Day                            | 3 odcinki                 |
| 2015–2017 | Bloodline                       | Meg Rayburn                         | 23 odcinki                |
| od 2019   | Już nie żyjesz                  | Judy Hales                          | 20 odcinków               |
| 2021      | Hawkeye                         | Laura Barton                        | 5 odc.                    |